# Laboratório Nacional do Medicamento
O Laboratório Nacional do Medicamento (LM) MHA é um órgão de base do Exército Português destinado à execução dos serviços farmacêuticos. Está sediado nos Olivais, em Lisboa, e mantém sucursais junto dos diversos hospitais e centros de saúde do Exército.
Até 2020, designava-se "Laboratório Nacional de Produtos Químicos e Farmacêuticos", sendo geralmente referido pela sua designação abreviada de "Laboratório Militar".

## História
O atual Laboratório Nacional do Medicamento foi criado em 1918, como Farmácia Central do Exército (FCE), com a missão de fornecer medicamentos ao Exército e à Marinha. Na época, constituiu uma das primeiras unidades industriais da então incipiente indústria farmacêutica portuguesa.
Em 1947, a FCE passou a designar-se "Laboratório Militar de Produtos Químicos e Farmacêuticos".
Durante a Guerra do Ultramar, desenvolveu uma grande atividade no abastecimento de medicamentos às Forças Armadas Portuguesas em ação nos vários teatros de operações, através das várias sucursais e delegações instaladas no Ultramar Português.
Em 1968, passou a estar instalado no atual edifício sede na Avenida Dr. Alfredo Bensaúde, no limite entre os concelhos de Lisboa e de Loures.
Em 3 de setembro de 2015, o XIX Governo aprovou a extinção do Laboratório; contudo, o Presidente da República decidiu não promulgar o diploma, tendo‑o devolvido ao Governo para auscultação do Executivo que viesse a resultar das eleições que se avizinhavam. O XXI Governo decidiu modernizar o equipamento e colocá-lo a produzir medicamentos para o Serviço Nacional de Saúde.
A 12 de fevereiro de 2018, foi feito membro honorário da Ordem Militar de Avis.
Em 2020, passou a designar-se "Laboratório Nacional do Medicamento".

## Atividades
Leva a cabo as seguintes atividades:
- Apoio logístico à aquisição, produção e distribuição de medicamentos e outro material de consumo sanitário;
- Constituição de reservas estratégicas para situações de emergência;
- Prestação de serviços analíticos e de sanitarismo;
- Realização de investigação e desenvolvimento;
- Formação de quadros militares no ramo farmacêutico;
- Apoio farmacêutico aos militares e seus familiares em medicamentos e análises clínicas;
- Apoio a ações de cooperação técnico-militar na sua área de intervenção.

## Organização
É dirigido por um coronel farmacêutico e depende diretamente do Comando da Logística do Exército.
Na sua dependência funcionam:
- Gabinete de Estudos e Assessoria;
- Conselho Consultivo;
- Serviços Gerais;
- Serviço de Finanças e Contabilidade;
- Serviço de Análises Clínicas;
- Serviço de Controlo da Qualidade;
- Serviços Industriais;
- Serviços Comerciais.

Na dependência dos Serviços Comerciais, junto dos diversos hospitais e centros de saúde militares, existem as sucursais da Estrela, de Belém, do Porto, de Coimbra, de Évora e de Santa Margarida.